# Alois Vašátko
 (décembre 2014).
Aloïs Vasatko (25 août 1908 - 23 juin 1942), est un pilote tchécoslovaque qui, en 1939-1940, combattit au sein de l’Armée de l'air française avant de rejoindre les rangs de la Royal Air Force.

## Biographie
Aloïs Vasatko fut élève à l’Académie militaire de 1930 à 1931. En 1938, après l’invasion de son pays par l’Allemagne, il rejoignit l’aviation française et fut affecté sur la base aérienne 112 de Reims, au groupe de chasse I/5 ; il y combattit d’abord au sein de la deuxième escadrille de ce groupe, la SPA 75 placée sous les ordres de Michel Dorance puis dans la première, la SPA 67 commandée par Jean-Mary Accart, remportant sur Curtiss H.75 douze victoires sûres et deux probables entre le 17 mai et le 12 juin 1940.
Refusant l’armistice, il passa en Grande-Bretagne pour y continuer la lutte et se battit au sein du Squadron 312 de chasse tchécoslovaque qu’il commanda.
Il trouva la mort le 23 juin 1942, à l’âge de trente-quatre ans, dans une collision avec un Focke-Wulf Fw 190. Il fut promu « in memoriam » au grade de lieutenant-colonel.

## Hommages
Chevalier de la Légion d'honneur, Aloïs Vasatko avait notamment été décoré de la croix de guerre, qu'il portait avec plusieurs palmes et étoiles.

## Sources
- Daniel Porret et Franck Thevenet, Les as de la guerre, 1939-1945, t. 2 : L à Z, Vincennes, Service historique de l'Armée de l'air, 1991, 292 p. (ISBN 2-904521-12-7)